# Sega X Board
A Sega X Board é uma placa de arcade lançada pela Sega em 1987. Ela foi notável por suas capacidades de manipulação de sprites, que permitiam criar visuais pseudo-3D de alta qualidade. Essa tendência continuaria com a Y Board e a System 32, antes que a Model 1 tornasse os verdadeiros jogos 3D de arcade mais acessíveis financeiramente.

## Especificações da X Board
- CPU principal: 2 x MC68000 @ 12.5 MHz
- CPU de som: Z80 @ 4 MHz
- Chip de som: YM2151 4 MHz & SegaPCM @ 15.625 MHz
- Resolução de vídeo: 320 x 224
- Composição da placa: Placa única
- Recursos de hardware: 256 Sprites na tela ao mesmo tempo,[1] 4 camadas de blocos, 1 camada de texto, 1 camada de sprite com zoom de sprite de hardware, 1 camada de estrada, pode desenhar 2 estradas de uma vez, sombras translúcidas. Capaz de funcionar a 60 quadros por segundo.[2]

## Lista de jogos da X Board
- After Burner (1987)[1]
- After Burner II (1987)
- Thunder Blade (1987)[1]
- Line of Fire (1989)
- Last Survivor (1989)
- Super Monaco GP (1989)[2]
- A.B. Cop (1990)
- GP Rider (1990)
- Racing Hero (1990)
- Caribbean Boule (1992)